# Fusillade d'un convoi de réfugiés à Grozny en 1999
La fusillade du convoi de réfugiés à Grozny s'est produite le 3 décembre 1999, lorsqu'au moins 40 personnes fuyant Grozny, la capitale tchétchène assiégée, sont tuées par des unités spéciales de la police russe, l'OMON.

## Événement
Selon les récits des survivants, un convoi de réfugiés composé d'environ 50 personnes dans sept ou huit voitures de tourisme et un bus marqué de drapeaux blancs, se dirige vers la frontière avec la république russe d'Ingouchie, lorsqu'ils s'approchent d'un barrage routier fédéral près du village de Goiti. Un survivant décrit des soldats masqués de l'OMON ouvrant immédiatement le feu avec des fusils automatiques depuis leur position dans la forêt voisine sans sommations. Le bus explose lorsque des balles percent son réservoir de carburant. Après la fusillade, des soldats russes donnent les premiers soins et des analgésiques à quelques survivants et les emmènent à l'hôpital d'Ordzhonikidzevskaya, en Ingouchie, où ils sont interviewés par des journalistes,.
L'incident s'est produit à quelques kilomètres d'une bataille majeure au carrefour d'Ourous-Martan, qui se trouve à cheval sur une route que les militants tchétchènes utilisent comme voie d'approvisionnement. Une autre bataille est en cours non loin de là, dans le village d'Alkhan-Kala. Le ministère russe de la Défense déclare que les reportages des médias sur cet incident sont de la désinformation. Des responsables auraient annoncé  30 véhicules détruits sur les routes menant à Grozny, toutes appartenant à des rebelles, et non à des civils. Selon les autorités russes, un corridor sécurisée aurait été établi hors de Grozny pour permettre aux milliers de civils de fuir la capitale.
Un incident similaire impliquant des réfugiés fuyant Grozny est signalé en août 1996 pendant la première guerre de Tchétchénie.